# Samba Adama
Samba Ba Adama (arab. ‏سامبا أداما‎; ur. 12 listopada 1955) – mauretański zapaśnik walczący w obu stylach. Olimpijczyk z Seulu 1988, gdzie zajął osiemnaste miejsce w stylu klasycznym i 23. miejsce w stylu wolnym. Walczył w kategorii do 90 kg.
Czwarty i szósty na igrzyskach afrykańskich w 1991. Brązowy medalista mistrzostw Afryki w 1985 roku.

## Letnie Igrzyska Olimpijskie 1988
| Konkurencja          | Rundy eliminacyjne        | Rundy eliminacyjne     | Klas. końcowa |
| Konkurencja          | Przeciwnik I              | Przeciwnik II          | Miejsce       |
| -------------------- | ------------------------- | ---------------------- | ------------- |
| 90 kg styl klasyczny | Jeorjos Pikilidis (GRE) P | Atanas Komszew (BGR) P | 18.           |

| Konkurencja      | Rundy eliminacyjne         | Rundy eliminacyjne     | Klas. końcowa |
| Konkurencja      | Przeciwnik I               | Przeciwnik II          | Miejsce       |
| ---------------- | -------------------------- | ---------------------- | ------------- |
| 90 kg styl wolny | Iraklis Deskulidis (GRE) P | Graeme English (GBR) P | 23.           |